# 오쿠다이라 마사타카

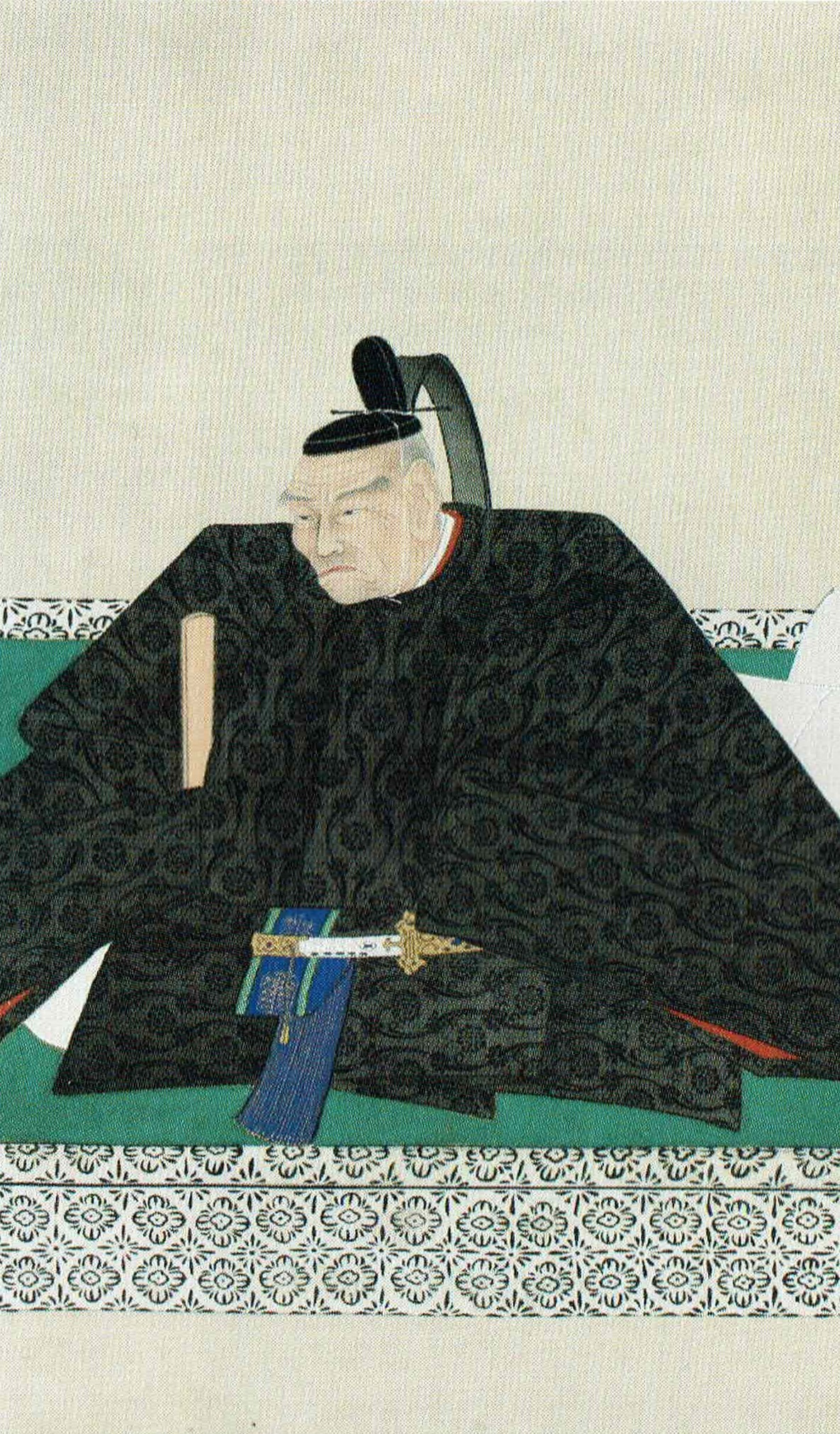
오쿠다이라 마사타카

오쿠다이라 마사타카(奥平昌高)는 부젠 나카쓰번 제5대 번주이다. 나카쓰 번 오쿠다이라가 제9대 당주. 난벽 다이묘 중 한 명이었다. 프레데리크 헨드리크(Frederik Hendrik)라는 이명도 있다.
사쓰마번주 시마즈 시게히데의 차남으로 사쓰마 번 에도 번저에서 태어났다. 어머니는 시게히데의 측실 오토세노가타(お登勢の方)이다.
나카쓰 번 선대 번주 오쿠다이라 마사오가 후사없이 요절하여 그의 말기양자로 입적되어 나카쓰 번 오쿠다이라가의 가독을 이었다.